# مجموعه تپه‌های فیروزی
مجموعه تپه‌های فیروزی مربوط به سده‌های ۶ و ۷ ه‍.ق است و در شهرستان شیراز، بخش زرقان، دهستان بند امیر، روبروی روستای فیروزی واقع شده و این اثر در تاریخ ۳۰ بهمن ۱۳۸۶ با شمارهٔ ثبت ۲۰۹۹۹ به‌عنوان یکی از آثار ملی ایران به ثبت رسیده است.